# Nicolai von Ruckteschell

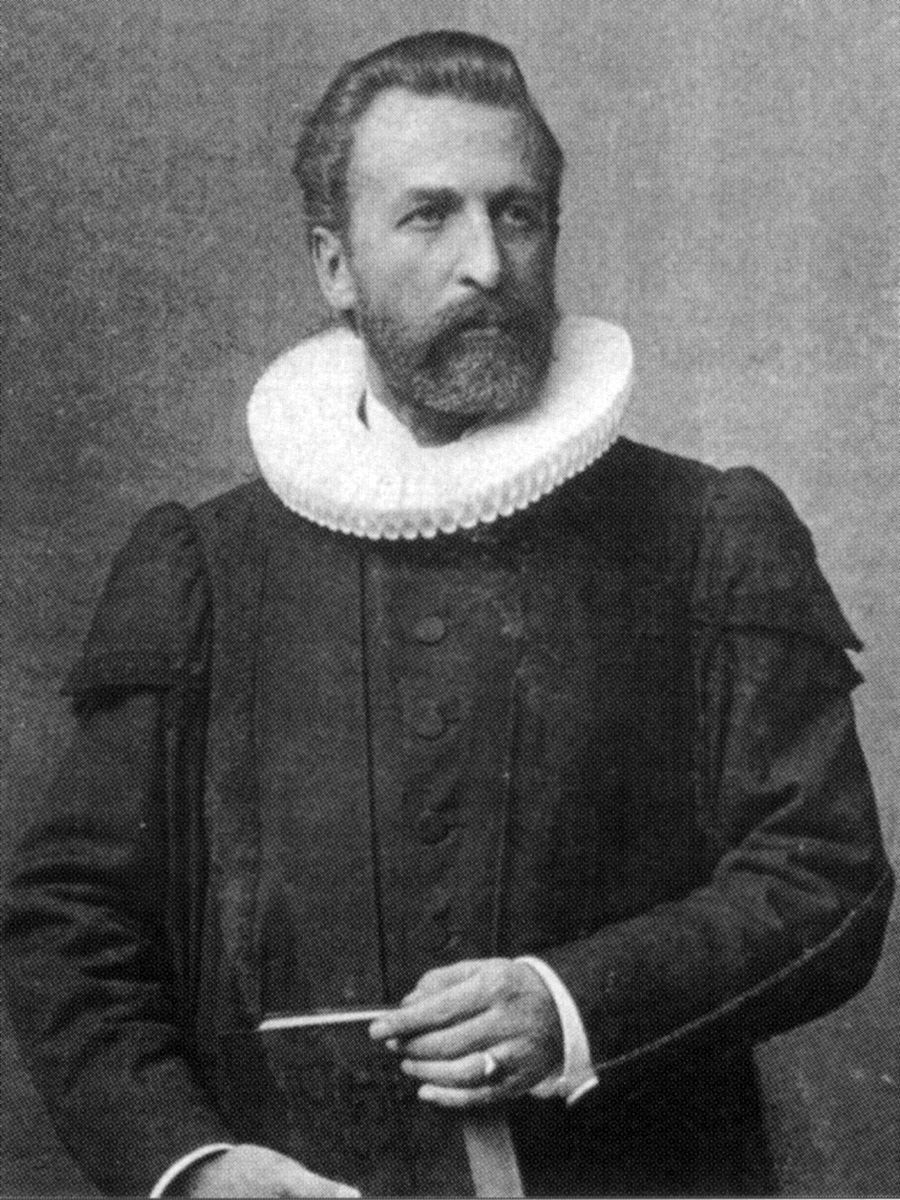
Nicolai von Ruckteschell als Pastor in Hamburg-Eilbek

Nicolai Karl Sergius von Ruckteschell (* 9. Dezemberjul. / 21. Dezember 1853greg. in Simferopol; † 19. Oktober 1910 in Hamburg) war ein deutschbaltischer lutherischer Pastor.

## Leben
Nicolai von Ruckteschell wurde auf der Krim geboren, wo sein Vater Alwill Eduard Reinhold von Ruckteschell, seinerzeit Zivilgouverneur war, und wuchs in Sankt Petersburg, Dorpat sowie in der Schweiz auf, wo er auch das Gymnasium in Zürich besuchte. Auf Veranlassung seiner Mutter Marie Juliane Luise geb. Sellheim wurde er 1869 von Wilhelm Löhe in Neuendettelsau konfirmiert, wo er erstmals mit der Arbeit der dortigen Diakonissenanstalt in Berührung kam. Unter dem Eindruck der Persönlichkeit Löhes entschloss er sich zum Theologiestudium zunächst in Tübingen, später an der Kaiserlichen Universität Dorpat.

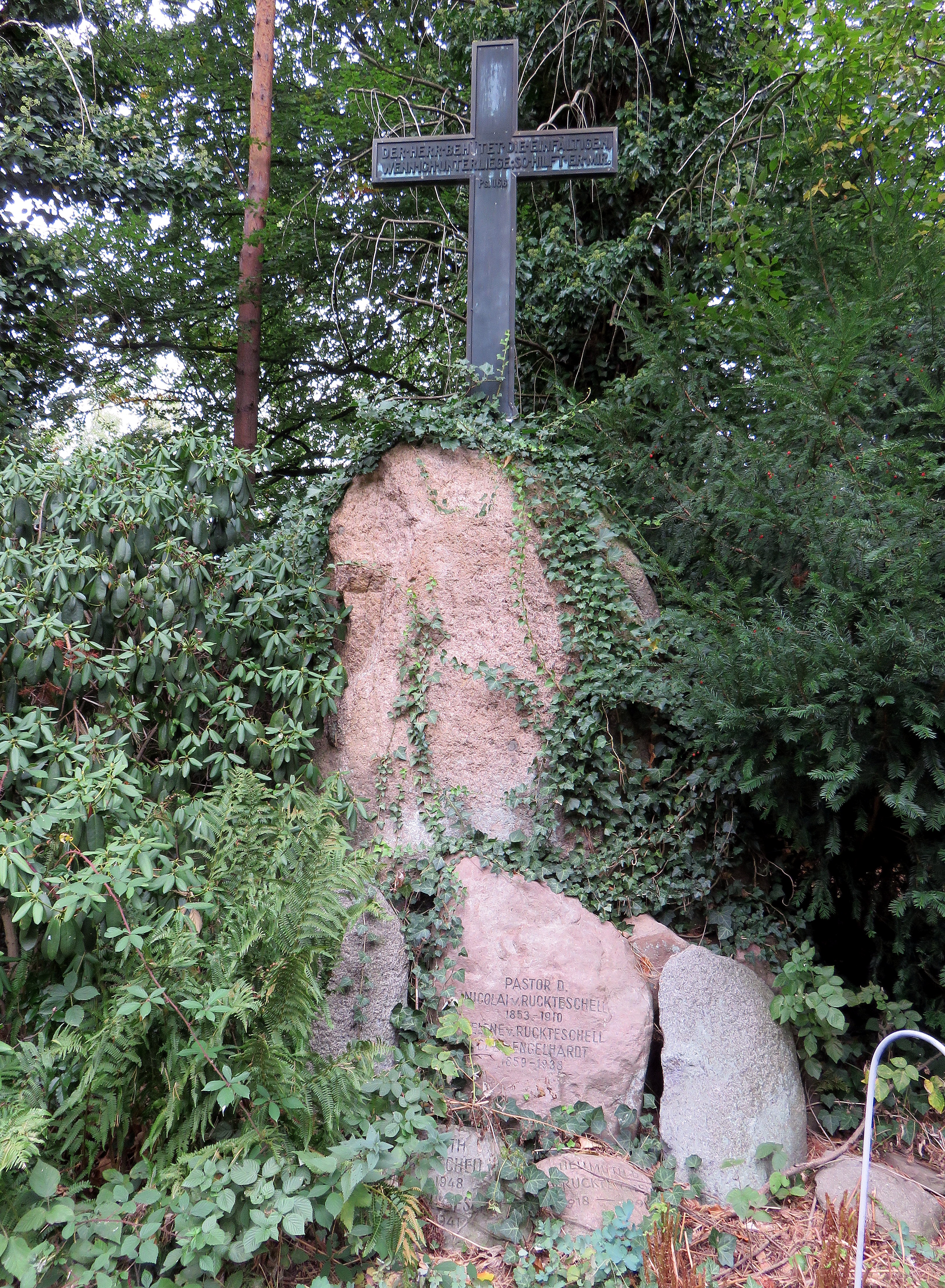
Grabstätte Nicolai von Ruckteschell auf dem Friedhof Ohlsdorf

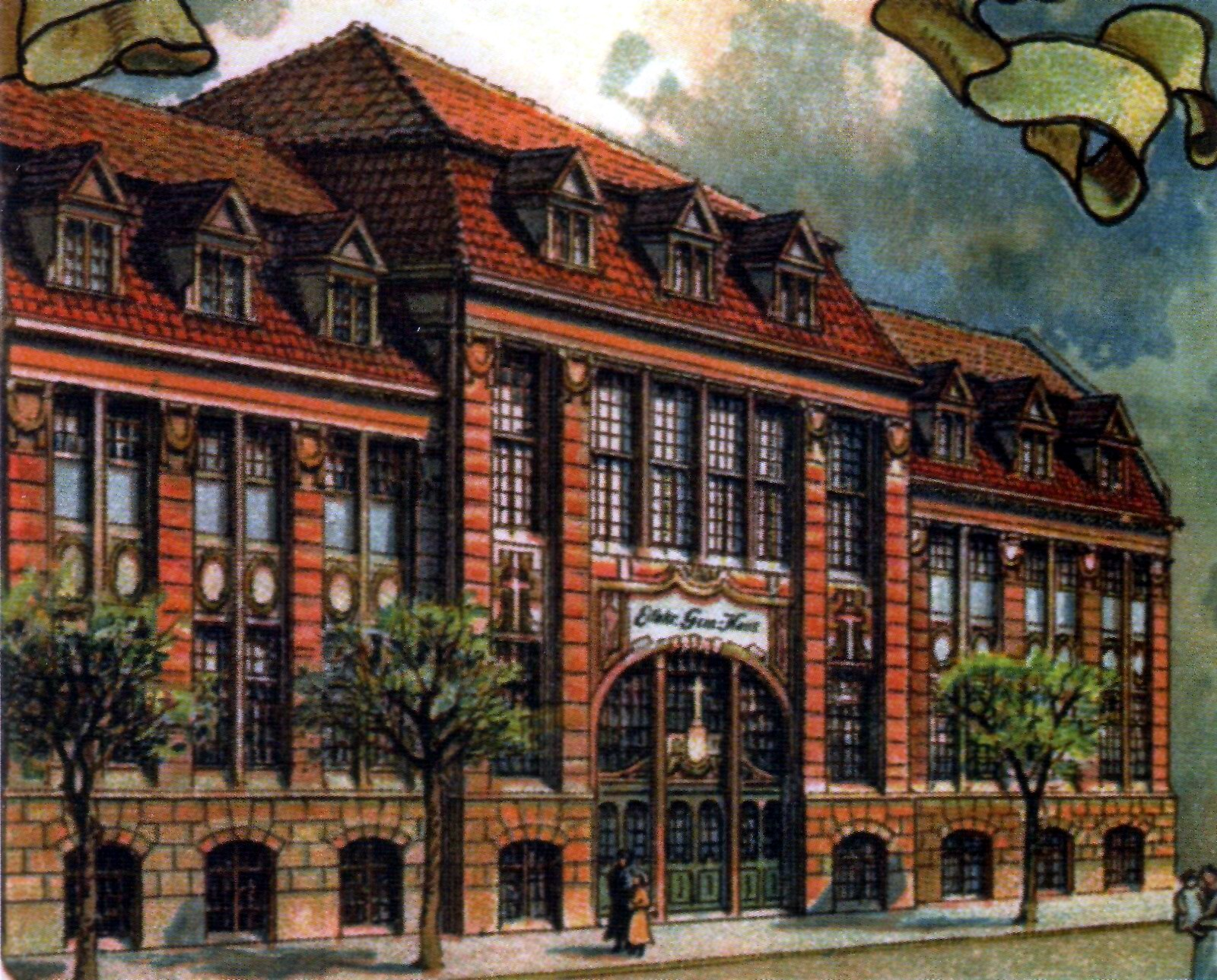
Eilbeker Gemeindehaus (1908–1943)

Nach dem Studium wurde von Ruckteschell Pastor der deutschen lutherischen Gemeinde in St. Petersburg. Da er einen orthodoxen Russen in die lutherische Kirche aufgenommen hatte, wurde er zur Verbannung nach Sibirien verurteilt. Er wurde begnadigt, musste aber Russland sofort verlassen. So wurde er zuerst vertretungsweise Hilfsprediger, dann 1890 Pastor der Friedenskirche in Eilbek. Er erwarb sich einen Ruf als „gewaltiger Prediger“. Von Ruckteschell wich vom Herkömmlichen ab. Beispielsweise führte er einen jährlichen „Gemeindeausflug“ ein. Auch gründete er den sogenannten Freitagabend, eine wöchentliche Begegnungsstätte für Arbeiter und andere Bevölkerungsgruppen. Gemeinsam lasen von Ruckteschell und Interessierte im Rahmen der „Klassischen Abende“ in der Friedenskirche klassische Literatur. Auf Betreiben von Ruckteschell wurde zudem ein neues Gemeindehaus errichtet, welches einen Treffpunkt für alle darstellen sollte. Es wurde 1908 eingeweiht und 1943 bei alliierten Luftangriffen zerstört. Nach dem Zweiten Weltkrieg beschloss die Gemeinde, anstelle des Gemeindehauses ein Altenheim zu errichten.
Nicolai von Ruckteschell war der „geistige Vater“ der Primus-Stiftung, welche die Hinterbliebenen der Opfer der „Primus-Katastrophe“ im Jahr 1902 finanziell unterstützte.
Von Ruckteschell war verheiratet mit Baronin Catherina Helene von Engelhardt. Das Paar hatte vierzehn Kinder. Zu diesen gehörten Walter und Hellmuth von Ruckteschell.
Am 19. Oktober 1910 starb von Ruckteschell in Hamburg an Krebs. Er wurde auf dem Ohlsdorfer Friedhof in Hamburg bestattet. Die Grabstelle im Planquadrat AD 18 (südwestlich Kapelle 7) wurde vor einigen Jahrenaufgelassen, heute befinden sich dort Urnen- und Sarggräber.

## Ehrungen

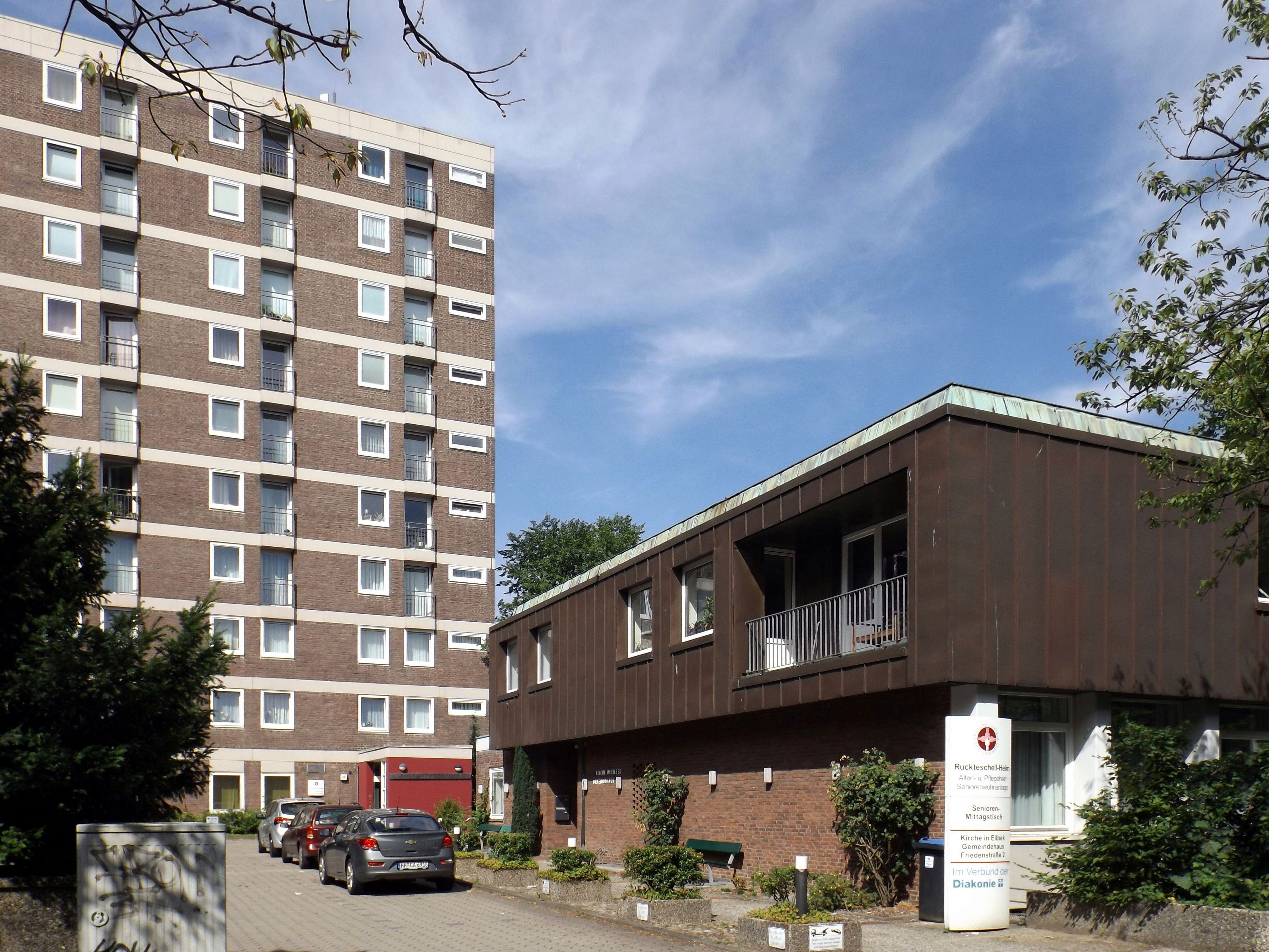
Ruckteschell-Heim in Hamburg-Eilbek

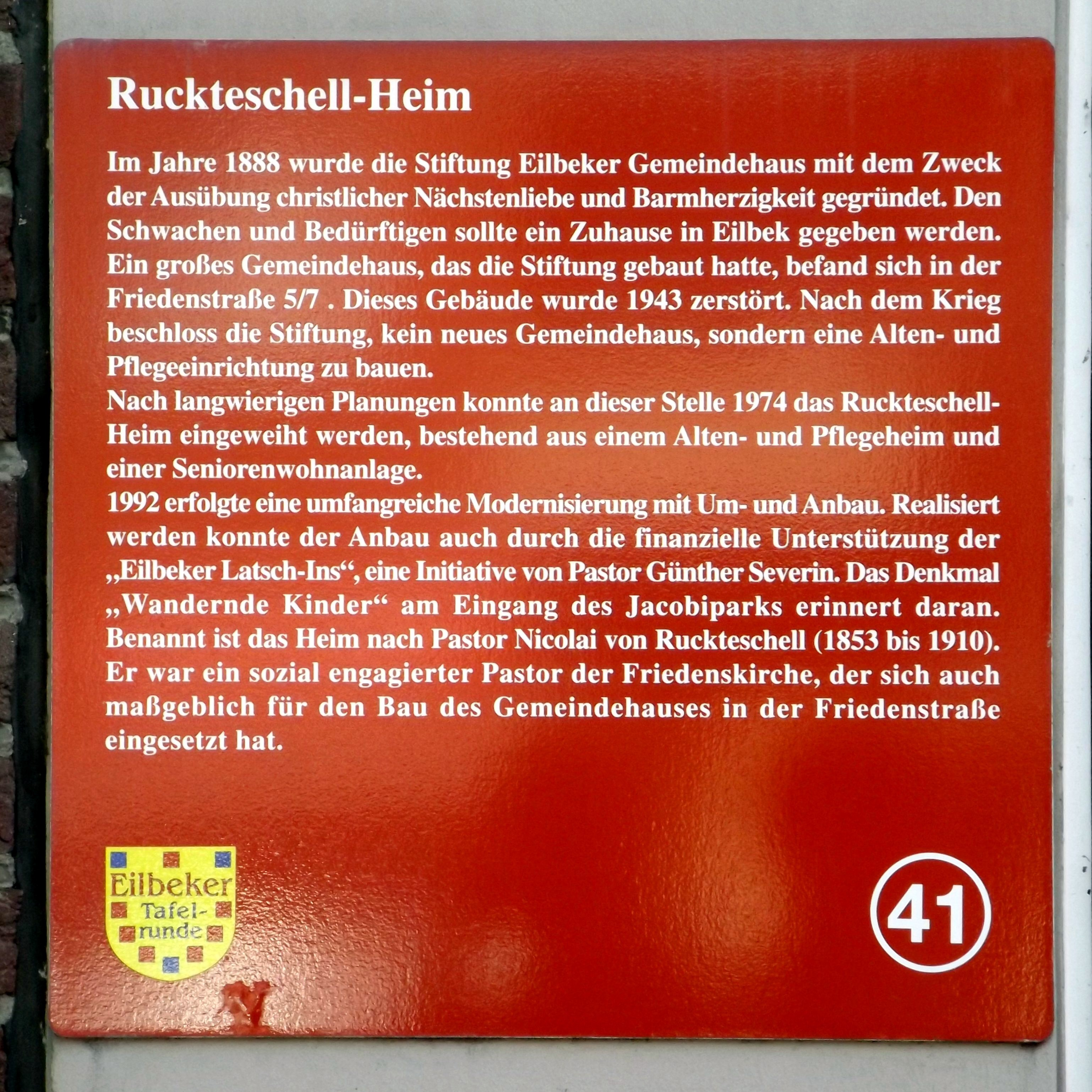
Info-Tafel am Ruckteschell-Heim

1908 ehrte die Christian-Albrechts-Universität zu Kiel von Ruckteschell mit der Verleihung der Ehrendoktorwürde. Diese wurde ihm zugesprochen, weil er theoretisch und praktisch die Bedeutung der einzelnen Gemeinde für die Kirche herausgestellt habe.
In Eilbek ist das Ruckteschell-Heim nach ihm benannt worden, ein Alten- und Pflegeheim, das auch Kurzzeitpflege anbietet. Das Haus wird von der diakonischen Stiftung Eilbeker Gemeindehaus geführt, die einst auf Ruckteschells Betreiben gegründet wurde. Auch der Ruckteschellweg in Eilbek wurde 1948 nach ihm benannt.

## Schriften (Auswahl)
- Reich Gottes und Welt in der Kirche, speziell in ihrer Beziehung zum Staat, zur sozialen Frage und zur kirchlichen Organisation. Conferenz-Thesen, Riga 1888
- Personalgemeinde oder Lokalgemeinde, Hamburg o. J. [1897]
- Predigten, Hamburg 1911